# Auguste Verneuil
Auguste Victor Louis Verneuil (3 de noviembre de 1856; 27 de abril de 1913) fue un químico francés conocido por haber inventado el primer proceso comercialmente viable para la fabricación de piedras preciosas sintéticas. En 1902 inventó el proceso de "fusión por llama", hoy denominado proceso de Verneuil, que sigue siendo en la actualidad un medio económico para fabricar corindón, o rubíes artificiales a partir de la alúmina.

## Biografía

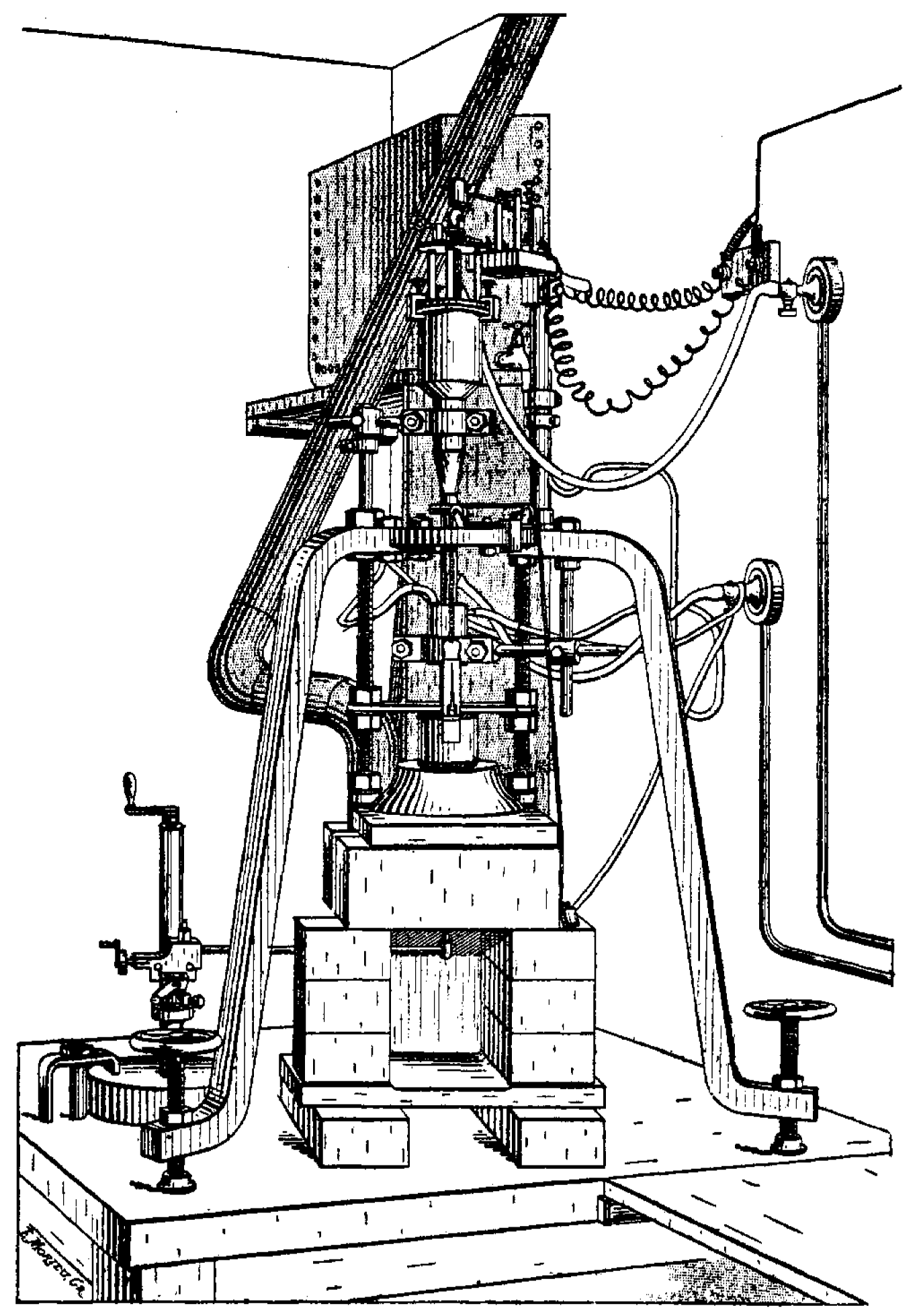
Proceso de Verneuil. Soplete para sintetizar rubíes

Verneuil nació en Dunkerque, Francia, en 1856, hijo de un relojero-mecánico. Cuando tenía 17 años, el químico Edmond Fremy lo aceptó como ayudante de laboratorio. Recibió su licenciatura en 1875, su maestría en 1880 y su doctorado en 1886. En 1892 se convirtió en profesor de química aplicada en la sección de química orgánica del Museo de Historia Natural de París, donde trabajó durante 13 años.
Estudió métodos para sintetizar rubíes, la química de selenio, la fosforescencia de la blenda, la química de las tierras raras, la purificación de la glicerina y la producción de un vidrio de alto índice de refracción. También enseñó química en diversas escuelas secundarias y universidades.
Verneuil comenzó a trabajar en la síntesis de los rubíes mediante fusión por llama ya en 1886 y llegó a obtener los resultados que buscaba tras seis años de investigación, depositando sus notas selladas en la Academia de Ciencias de París en 1891 y 1892, pero solo anunció su descubrimiento en 1902.